# Francesco Morosini
Francesco Morosini (Venetië, 26 april 1618 - Nauplion, 6 januari 1694), was een Venetiaans militair en staatsman, doge van Venetië van 1688 tot aan zijn dood. Hij stamde uit een aloude Venetiaanse patriciërsfamilie waarvan de oorsprong teruggaat tot de eerste dagen van de Venetiaanse geschiedenis. Een zekere "Domenicus Maurocenus" (= Domenico Morosini) was doge in de 12e eeuw (1148-1156).

## Vroege carrière
Op 17-jarige leeftijd onderbrak Francesco Morosini zijn studies in de literatuur om dienst te nemen op een schip dat ingezet werd tegen piraten op de Adriatische Zee. In een oorlog (1651–1661) tegen het Ottomaanse Rijk werd hij in 1657 aangesteld tot kapitein-generaal van de Venetiaanse vloot. Hij voerde toen een succesvolle campagne. Toen hij van 1664 tot 1669 op Kreta opnieuw tegen de Turken vocht, leidde hij de verdediging van de stad Candia en moest hij zich, mede door een gebrek aan interesse van de Venetiaanse overheid, na een beleg van 19 maanden overgeven. Hij kreeg de schuld voor de nederlaag, werd aangeklaagd wegens verraad en nalatigheid, maar voor de rechtbank werd hij vrijgesproken. 
In de Grote Turkse Oorlog kende hij meer succes en gelukte het hem in 1687 de Peloponnesos te veroveren. De verovering van "Morea" leverde hem de eretitel "Peloponnesiaco" op. Als oorlogsbuit zond hij twee marmeren leeuwen die de haven van Piraeus tooiden naar Venetië, waar ze nog steeds bij de ingang van het Arsenaal staan opgesteld. 
In september 1687 belegerden de Venetianen de Akropolis van Athene. De Turkse verdedigers hadden daar het Parthenon, de tempel van Pallas Athena, ingericht als munitiedepot. Bij beschietingen vanaf de Mouseionheuvel trof een kanonschot van de Venetianen dit depot, met als resultaat een enorme explosie en een twee dagen durende brand die een groot deel van het middenstuk van het antieke bouwwerk verwoestte. Morosini omschreef de treffer in zijn rapport aan de Venetiaanse senaat als een 'gelukkig schot' (con fortunato colpo). Na de verovering van de Akropolis probeerde Morosini de beeldengalerij van het westelijke fronton van het Parthenon te verwijderen om naar Venetië te verschepen, maar het resultaat was dat de hele groep uit elkaar viel en verloren ging.

## Doge
Op 3 april 1688 werd Francesco Morosini met eenparigheid van stemmen tot doge van Venetië verkozen. Samen met het verzoek als militair bevelhebber aan te blijven, werden hem de symbolen van zijn waardigheid overhandigd op 26 mei op het eiland Aegina waar hij toen post had gevat. Hij zag toen af van zijn pogingen om het eiland Euboea te veroveren, om zich volledig te concentreren op de inname van Monemvasia, waar hij in 1689 uiteindelijk in slaagde. Vermoeid en vastbesloten om voortaan zijn aandacht te richten op zijn functie als doge, keerde hij, zonder het advies van de Senaat af te wachten, terug naar Venetië, waar hij op 10 januari 1690 zijn triomfantelijke intocht vierde.
Maar nadat Girolamo Corner, zijn plaatsvervanger in Griekenland, onverwacht overleed en de Turken van het machtsvacuüm gebruik maakten om enkele militaire successen te oogsten, nam hij op verzoek van de Senaat opnieuw het bevel over. Op 24 mei 1693 vertrok hij vanop de Piazza San Marco, toegejuicht door de Venetianen, opnieuw naar Griekenland. Vóór het einde van het jaar had hij reeds de eilanden Salamis, Hydra en Spetsae op de Turken heroverd, toen hij plotseling zwaar ziek werd. Hij overleed in Nauplion op 6 januari 1694. Zijn stoffelijk overschot werd overgebracht naar Venetië en bijgezet in de kerk van Santo Stefano.
Francesco Morosini was de laatste oorlogvoerende doge van Venetië, die - nog vóór zijn uitverkiezing - van staatswege gehuldigd werd om zijn persoonlijke verdienste.